# 酒田五法
酒田五法 （さかたごほう）とは、出羽国（現在の山形県酒田市周辺）出身の江戸時代の相場師本間宗久によって考案されたローソク足の並びを基本としたテクニカル分析のひとつ。

## 概要
本間宗久はローソク足の組み合わせによって売り場、買い場を読む五つの法則を編み出した。
三山（さんざん）
値動きが上昇→下落のパターンが三度続き、一般に天井形成のパターンとしてみなされ、以降は下落と見る。
三川（さんせん）
逆三山とも言う。こちらは値動きが下落→上昇のパターンが三度続き、一般に大底形成のパターンとみなされ、以降は上昇と見る。
ちなみに三山・三川にはいくつかのパターンがあり、急上昇した次の日に上昇が鈍化→大きく下落すれば三川宵の明星、大暴落した次の日に少し値を戻しさらに急反発すれば三川明けの明星となる。
三空（さんくう）
何度か上昇・下落を繰り返した後に値動きが上昇傾向（あるいは下落傾向）となり、やがて値動きが落ち着いて上昇・下落が交錯すると三空となる。こうなると相場の傾向が急変する可能性が高く、上昇局面なら売り、下落局面なら買いと反対売買の機会と見る。
ちなみに上昇時の三空は三空踏み上げ、下落時の三空は三空叩き込みと呼ぶ。
三兵（さんぺい）
三日連続で上昇・下落が続くことを指し、上昇が連続すれば赤三兵、下落が連続すれば黒三兵と呼ぶ。
重要なのはその連続の傾向より値動きの幅や前日終値との比較であり、たとえば前日の終値よりも高い始値で赤三兵が出れば、極めて強い上昇傾向と見ることができる。また値動きの幅が狭まってくると先詰まりとなり、収束の前兆と見る。
三法（さんぽう）
短い期間に上昇と下落が連続して起こる場合は、売り買いが交錯して方向性が定まらない状態であり、これを三法と呼ぶ。

## 参考資料
- 林康史編著『はじめてのテクニカル分析』（日本経済新聞社、1997年） ISBN 4532146143